# Ченс, Грейсон
Грейсон Майкл Ченс (англ. Greyson Michael Chance, родился 16 августа 1997 года в Уичито-Фолс, Техас, США) — американский певец, автор песен, пианист, актёр, гражданский активист, филантроп.
Его выступление в апреле 2010 года с песней Леди Гаги «Paparazzi» на музыкальном фестивале шестиклассников стало вирусным на YouTube, набрав более 67,5 млн просмотров (июнь 2020 года), а также его выступление на телевизионном шоу Эллен Дедженерес вскоре после этого. Две его собственные песни «Stars» и «Broken Hearts» набрали более шести и восьми млн просмотров соответственно на его YouTube-канале. Дебютный сингл Ченса «Waiting Outside the Lines» вышел в октябре 2010 года, а его дебютный альбом «Hold On 'til the Night» — 2 августа 2011 года.
Второй мини-альбом Ченса «Somewhere Over My Head» вышел 13 мая 2016 года. Главный сингл из этого альбома «Afterlife» был выпущен в октябре 2015 года, за ним последовали «Hit and Run» и «Back On the Wall» в феврале и апреле 2016 года соответственно.

## Биография

### Ранние годы
Ченс родился 16 августа 1997 года в городе Уичито-Фолс, штат Техас, США и вырос в Эдмонде, штат Оклахома. Он самый младший ребёнок у Скотта (урожд. Майкл Скотт Ченс, англ. Michael Scott Chance) и Лизы Ченс (урожд. Лиза Энн Шэфер, англ. Lisa Ann Schaefer, род. 1964): у него есть старшая сестра Алекса (род. 30 января 1994) и старший брат Таннер, которые также занимаются музыкой. В 8 лет Ченс начал брать уроки игры на фортепиано и обучался игре в течение трёх лет. Ченс посещал среднюю школу «Cheyenne Middle School» в городе Оклахома.

### 2010—2013: Начало карьеры

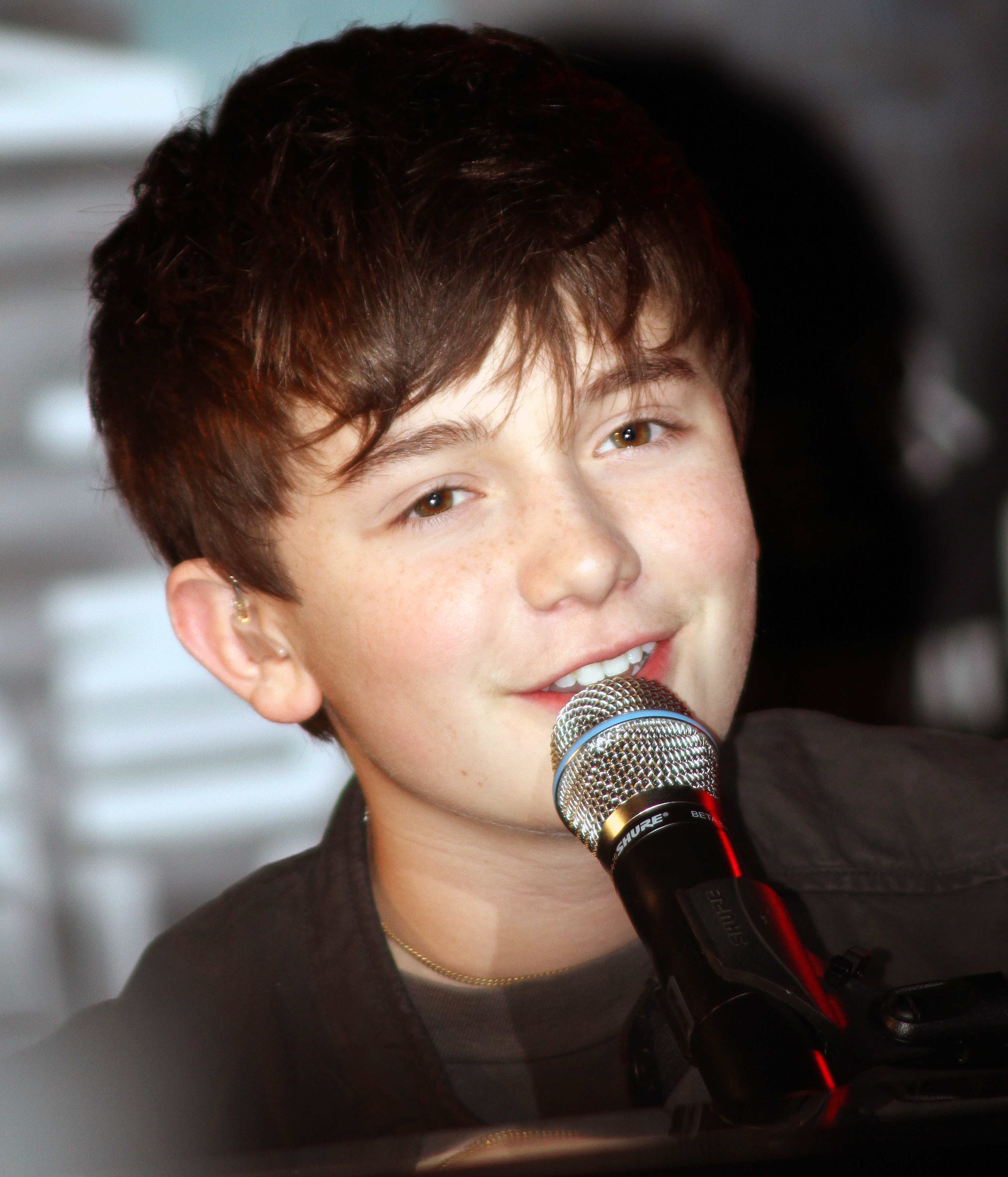
На концерте в Hard Rock Cafe в Бостоне 20 сентября 2011 года

Ченс получил широкую известность благодаря исполнению кавер-версии песни Lady Gaga «Paparazzi» на школьном музыкальном фестивале. Видеозапись этого выступления весной 2010 года стала хитом на YouTube, собрав более 37 млн просмотров (к апрелю 2023 года количество просмотров достигло 72 млн). Его собственные композиции «Stars» и «Broken Hearts» посмотрели 4 и 6 млн человек соответственно.
Позднее он был приглашён на шоу Эллен Дедженерес, где он и исполнил песню Lady Gaga, благодаря которой стал известен на YouTube. Юный Грейсон рассказал на шоу, что учится игре на фортепиано уже в течение трёх лет, но никогда не учился петь.
Он сотрудничал с Коди Симпсоном, отправившись с ним в совместный гастрольный тур «Waiting 4u», а затем с Мирандой Когсров — в совместном туре «Dancing crazy».
В октябре 2010 был представлен дебютный сингл Грейсона Ченса «Waiting Outside the Lines» и видео на эту песню. За свою работу юный исполнитель был номинирован на премии «Hollywood Teen TV Awards», «Teen Choice Awards» и «People’s Choice Awards».
В 2011 году Ченс должен был сниматься в популярном телесериале «Glee», однако позже отклонил предложение.
17 мая 2011 года вышел его новый трек «Unfriend You», но клип вышел только в августе. 2 августа 2011 года вышел дебютный альбом «Hold On 'Till The Night».
Юный певец снялся в трёх сериях американского ситкома «Воспитывая Хоуп». Осенью 2011 года Ченс отправился в тур по Азии, в рамках которого посетил четыре страны: Малайзию, Сингапур, Филиппины и Индонезию. В декабре того же года вышел его третий клип на песню «Hold On 'Till The Night».

### 2014—2018: «Somewhere Over My Head»

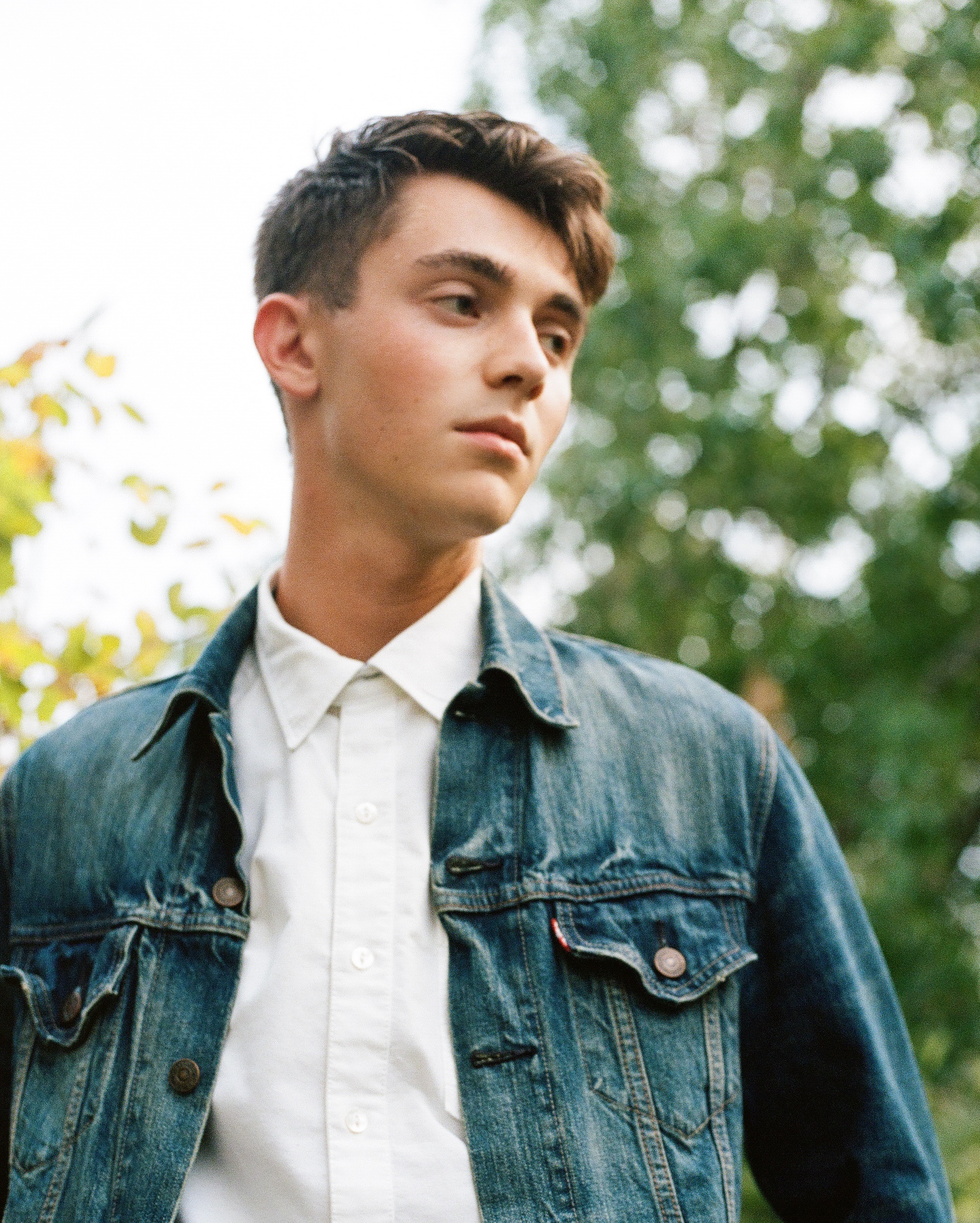
Грейсон Ченс в 2017 году

13 января 2014 года Ченс выпустил новую песню «Temptation» на сервисе «Soundcloud». Он также исполнил её на кинофестивале «Сандэнс» (видео). На протяжении года он продолжил писать песни и записывать мини-альбом «Somewhere Over My Head». 16 сентября вышел сингл «Thrilla In Manila». Другая песня под названием «Meridians» была выпущена 24 марта 2015 года. Обе этих композиции в итоге не вошли в альбом. Первый официальный сингл «Afterlife» с новой пластинки был выпущен 29 октября 2015 года.
В 2015 году у Ченса произошёл конфликт с его звукозаписывающим лейблом. Его лейбл, менеджер, PR-команда и агент прекратили с ним сотрудничество.
В 2016 году за ним последовали «Hit & Run», который вышел 5 февраля, и «Back on the Wall» 29 апреля в качестве второго и третьего сингла, соответственно. 28 апреля был выпущен официальный видеоклип на песню «Back On The Wall».
С 27 января по 1 февраля 2016 года Ченс дал три концерта в Лос-Анджелесе, Чикаго и Нью-Йорке. В перерывах между концертами Ченс успел поработать с австралийским музыкантом tyDi и Джеком Новаком (Jack Novak) и записать с ними песню в стиле электронной танцевальной музыки, которая называется «Oceans» — трек вышел 19 февраля 2016 года. В феврале 2016 года он был выбран в качестве «Артиста месяца» на радиошоу Элвиса Дюрана (Elvis Duran) с одноимённым названием, а также был приглашён в программу «Today» телеканала NBC, где исполнил свой сингл «Hit & Run».
Мини-альбом «Somewhere Over My Head» увидел свет 13 мая того же года. В тот же день прошла презентация пластинки в «YouTube Space LA», после чего 28 и 29 мая Ченс дал ещё два концерта в Сан-Франциско и Сиэтле. В июне 2016 года через месяц после выхода альбома Ченс вернулся в Азию с коротким промотуром, который начался в Сингапуре и продолжился в Куала-Лумпуре, Пенанге (Малайзия) и Маниле. 15 сентября 2016 года Фрэнк Поул (Frank Pole) выпустил песню «Anything» вместе с Грейсоном Ченсом. 23 декабря Ченс выпустил песню «London».
6 мая 2017 года вышел результат ещё одного сотрудничества Ченса и Фабиана Мазура (Fabian Mazur) — песня «Earn It». 12 мая Ченс записал кавер «Hungry Eyes», которая вошла в альбом-саундтрек «Dirty Dancing» к одноимённому фильму 2017 года. 20 июня вышла собственная песня Ченса «Seasons». 19 июля Ченс объявил своим поклонникам в Инстаграме, что он идентифицирует себя как гей и «горд быть тем, кем он является». Ченс посещал Университет Талсы и учился на историка по специальности «История Византийской империи». В рамках учебной программы Ченс проходил археологическую практику в Израиле, где, написал один из своих главных хитов, песню «Shut Up». Учёбу Ченс не закончил, бросив университет в пользу работы над альбомом «Portraits» и посвящения себя музыке.
8 декабря 2017 года Ченс выпустил сингл «Low». 4 мая 2018 года вышел сингл «Lighthouse», который стал результатом сотрудничества с датско-американским диджеем и музыкальным продюсером Фабианом Мазуром. Следующий сингл «Good As Gold» был выпущен 8 июня того же года.

### 2019—2020: «Portraits»

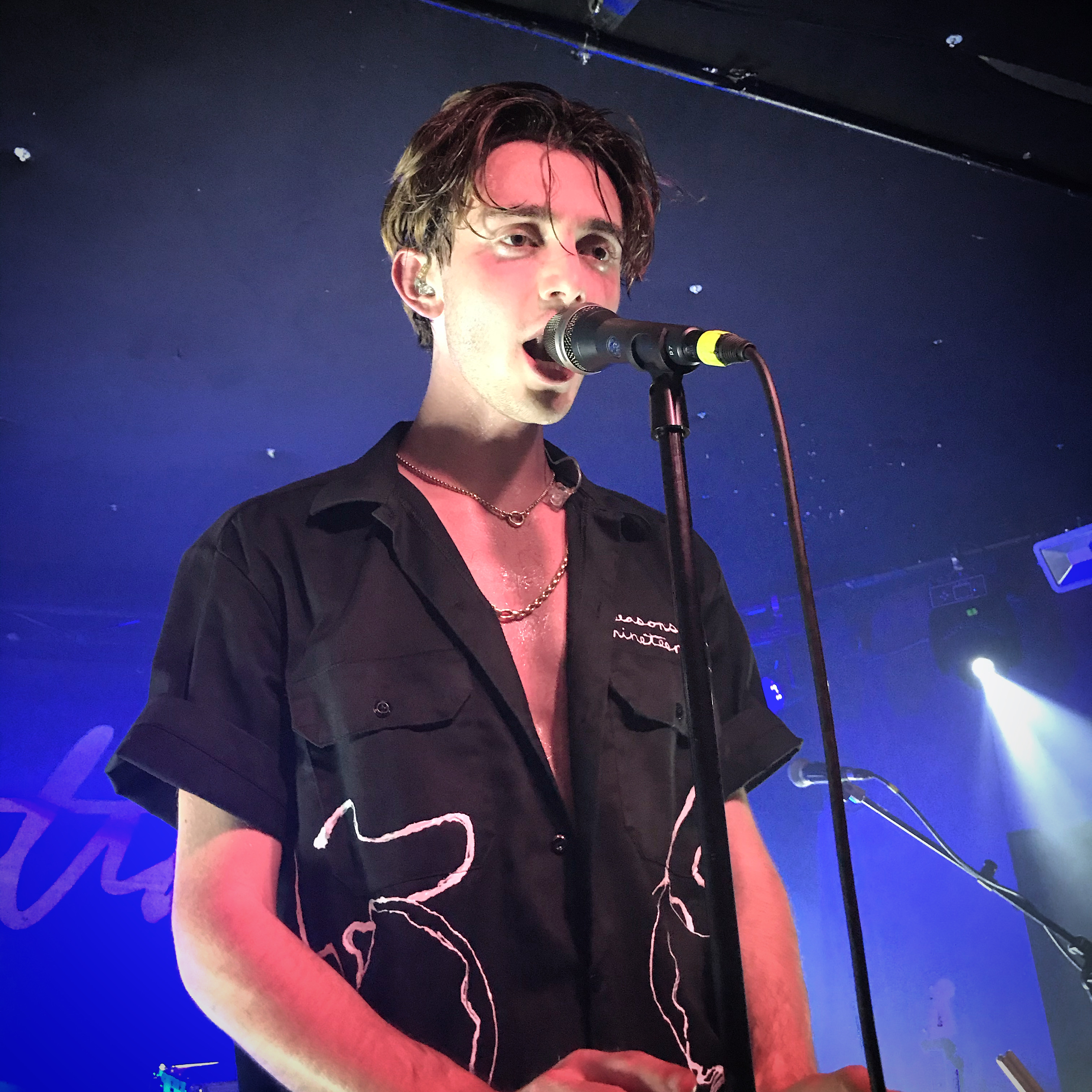
Ченс на концерте в Берлине, 2019 год

В 2018 году Ченс окончил школу. В это же время он тяжело переживал разрыв с любимым человеком и начал работать над записью и выпуском второго сольника «Portraits», песни на котором описывают эти события. Кроме того, у него начались проблемы с аппетитом, которые привели к его госпитализации и постановке диагноза «анорексия». Ченс вовремя получил необходимую медицинскую помощь. Через два года он напишет об этом песню «Bad to Myself».
15 марта 2019 года «Portraits» вышел в свет, за ним последовал гастрольный тур по 10 городам Северной Америки (с 22 февраля по 5 апреля 2019 года), а затем и мировое турне, в рамках которого Ченс выступил в Китае, юго-восточной Азии, Японии и Европе. После этого Ченс вернулся с некоторым количеством концертов в Северную Америку. Находясь на гастролях музыкант работал над записью нового материала. 26 июня 2019 года Ченс подписал контракт с «Sony Music Global» и «Arista Records», которые выпустят его предстоящий сольным альбом и связанные с ним материалы.
8 ноября 2019 года вышел видеоклип на песню «Boots», а 21 февраля 2020 года — официальный первый сингл из предстоящего альбома, песня «Dancing Next to Me», на которую также был снят видеоклип.
За весь гастрольный тур 2019—2020 годов Ченс дал 109 концертов по всему миру.
Несмотря на то, что ни название нового альбома, ни предполагаемая дата его выхода на момент проведения тура не были объявлены, Ченс часто исполнял некоторые песни из него во время осеннего тура в 2019 году. Перед исполнением Ченс открыто заявлял, что эти песни — новый материал с будущей пластинки. Так, первой была представлена песня «Overloved» в Берлине (и Амстердаме), затем написанная в Берлине к октябре 2019 года «Cold Water Friend» в Генте. Во время заключительного лега тура в США музыкант представил сингл «Boots», а на концерте в Солт-Лейк-Сити 18 января 2020 года объявил о том, что «Dancing Next to Me» станет официальным первым синглом с нового диска. 25 марта 2020 на сервисе YouTube Ченс выпустил акустическую версию ещё одной новой песни — «The Champion»: музыкант исполнил композицию у себя дома.
В феврале 2020 года на сервисе YouTube был выложен снятый в Лос-Анджелесе видеоклип на песню «Dancing Next to Me». Как Ченс объявил ранее, предполагалось, что песня станет первым синглом из нового альбома «Trophies», который планировался к выходу в середине 2020 года. В апреле на сингл «Dancing Next To Me» вышли два ремикса, Frank Pole Remix и Syn Cole Remix. Оригинальный сингл был высоко оценён критиками. 8 мая вышел сингл на песню «Honeysuckle».
Летом 2020 года Ченс выпустил сингл «Athlete», вошедший в саундтрек к молодёжному сериалу «С любовью, Виктор» (спин-офф фильма 2018 года «С любовью, Саймон»).

### 2021: «Trophies»
В январе 2021 года музыкант пересмотрел свои планы: четыре вышедших ранее сингла на песни «Boots», «Dancing Next to Me», «Honeysuckle» и «Bad To Myself» были объявлены внеальбомными. Выпущенный 15 января 2021 года новый сингл на песню «Holy Feeling» был объявлен первым официальным синглом из нового альбома «Trophies». В проводимой серии «вопрос-ответ» в социальной сети Twitter, Ченс подтвердил, что эти песни не войдут на новую пластинку.
«Holy Feeling» была написана 13 июня 2020 года в Техасе. Видеоклип на неё был снят на 16-мм камеру в том же месте, где снимался клип на песню «Shut Up» из альбома «Portraits». 23 апреля вышел второй официальный сингл из нового альбома — танцевальная песня «Hellboy». 28 апреля вышел официальный клип на эту песню, а на следующий день была официально объявлена дата выхода альбома «Trophies» — 25 июня. В альбом будут включены восемь песен, причём исполнявшиеся во время Portraits World Tour песни «Overloved» и «Cold Water Friend» на нём записаны не будут; также не известно, будут ли эти песни выпущены в качестве синглов.
29 апреля Ченс провёл видеоконференцию на официальном канале журнала «Rolling Stone» на видеостриминговом сервисе Twitch. Музыкант находился на сцене театра «Tower Theatre OKC» в Оклахома-Сити, штат Оклахома, в отсутствие зрителей из-за ограничений, наложенных пандемией COVID-19. В течение полутора часов музыкант общался с ведущим, а также исполнил свои песни на рояле: «Holy Feeling», «Stand», «Shut Up», «White Roses» и «Hellboy». 30 апреля Ченс принял участие в передаче «Ascap» и дал интервью ведущей Челси Бриггз (англ. Chelsea Briggs).
В мае Ченс объявил, что отправится во всемирный гастрольный тур в поддержку нового альбома — The Trophies World Tour, в рамках которого сыграет в Северной и Южной Америке, Европе и Азии (лето 2021 — весна 2022). Музыкант успел дать серию концертов в США, однако осенняя часть тура была перенесена (в третий раз) на 2022 год из-за ограничений, вызванных пандемией COVID-19.
24 сентября 2021 года вышел сингл «Overloved», который Ченс исполнял во время Portraits World Tour и планировал включить в альбом «Trophies», но в итоге сингл стал внеальбомным. Одновременно музыкант опубликовал в своём Twitter сообщение о том, что начал работу над новым альбомом, который, на момент публикации записи (17 сентября 2021 года), обещает быть долгоиграющим.
3 ноября 2021 года совместно с британским музыкантом Гудом Скоттом (англ. Good Scott, ранее известен как Kwassa) эксклюзивно для платформы Spotify выпустил сингл «8Track». Музыканты начали работу над композицией ещё в мае, когда Ченс записывал материал в Оклахома-Сити, а Скотт — в Лондоне. Удалённое сотрудничество музыкантов стало возможным благодаря приложению Spotify «Sound Trap».
В конце 2021 года Ченс отыграл два концерта — по одному в Сан-Паулу (Бразилия) 12 декабря (в рамках фестиваля «Power of Pride») и 16 декабря в мексиканской столице Мехико. В обеих странах Ченс выступил впервые в своей карьере.

### 2022: «Palladium»
В 2022 году планируется к выходу короткометражный документальный фильм, режиссёром которого выступил сам Ченс. В ленте музыкант исполнит свои песни «Lakeshore», «Highwaisted» и «Shut Up», а также расскажет о себе: фильм, по его мнению, «шокирует зрителя» в разных аспектах, в том числе покажется скрытую от простых глаз жизнь артиста за кулисами. Фильм выйдет при поддержке компании Hello Pictures, продюсер Кори Рискин (англ. Cory Riskin).
В начале 2022 года Ченс сообщил в социальных сетях о том, что работает над записью нового студийного альбома. В работе также принимают участие музыкальные продюсеры Чед Копелин и Кристиан Терьо (англ. Christian Theriot), с которыми Ченс уже работал ранее, а также американский музыкант и автор песен Джейсон Ривз. Материал записывается в Оклахоме, а также на студии в штате Теннесси. 18 марта 2022 года Ченс объявил в соцсетях о том, что работа над альбомом завершена, а некоторые песни из него будут представлены публике впервые во время европейских гастролей летом этого же года.
15 апреля 2022 года в США готовится к выходу художественный фильм «Maybelline Prince» (реж. Seth Harden), в котором Ченс исполнит главную роль Danné Montague-King — реального человека, учёного, основателя компании по производству продуктов по уходу за кожей «DNK» и торговой марки «Maybelline». Сюжет фильма основан на одноимённом романе, авторства Montague-King.
2 июня 2022 года Ченс объявил о том, что песня «Palladium» будет выпущена 23 июня 2022 года в качестве первого сингла из нового студийного альбома. Премьера сингла «Palladium» состоялась 4 июня 2022 года во время третьего ежегодного музыкального фестиваля «OUTLOUD: Raising Voices», прошедшего в рамках WeHo Pride, прайда Западного Голливуда, Калифорния. Это было первое живое выступление Ченса в 2022 году. 11 июня 2022 года Ченс стал хедлайнером гала-концерта в Versace Mansion, Майями, целью которого было привлечение средств для покупки земли и постройки домов для украинских беженцев, пострадавших в ходе войны. Во время концерта Ченс впервые исполнил три песни из нового альбома: «My Dying Spirit», «Black Mascara», а также первый сингл «Palladium». Издание «Los Angeles Blade» отмечает, что новый альбом также будет называться «Palladium», однако официально эта информация ещё не подтверждена.
В июле музыкант отыграл шесть концертов в Европе (Манчестер, Лондон, Мадрид, Берлин, Париж и Амстердам), которые переносились с весны 2020 года из-за ограничений, вызванных пандемией COVID-19. С октября по декабрь 2022 года запланирован североамериканский лег Palladium Tour.
В ноябре 2022 года Ченс выпустил внеальбомный сингл — кавер на песню 1943 года «I’ll Be Home for Christmas». Песня была записана на студии «Athena’s Den» в Оклахома-Сити. Песня вышла в формате цифровой дистрибуции, а также на 7" виниле (45 rpm) в качестве промо-сингла.

### 2023 — настоящее время
Согласно собственной записи музыканта в его Инстаграме, с начала февраля 2023 года он начал работу над записью нового студийного альбома в студии в Нашвилле (Теннесси). Несмотря на это, 17 марта 2023 года вышел сингл «Herringbone» из deluxe-издания альбома «Palladium» (2022).
17 мая 2024 года вышел первый сингл из нового альбома. Название альбома и дата его релиза на момент выхода сингла не объявлены. Сингл записан на песню «Rearview Mirror» и посвящён бабушке Ченса по матери, Каролин Шэфер (англ. Carolyn Schaefer), которая скончалась в 2020 году. Ченс также посвятил эту песню всем, кто не успел попрощаться со своими близкими.
21 апреля 2025 года Ченс объявил о том, что осенью того же года отправляется в мировой гастрольный тур, который называется «The Gold Tour». В этот же день были объявлены даты первых шести концертов в Китае. Тур стартует в Шанхае 6 октября 2025 года и также пройдёт в городах Шеньжень, Гуаньчжоу, Пекин, Ухань и Ченду. Последний раз Ченс выступал в Китае в июле 2023 года, где он дал 10 концертов в рамках «Palladium Tour». Кроме того, музыкант также выступит в Бангкоке, Маниле, Сингапуре и Джакарте в ноября 2025 года.

### Личная жизнь
19 июля 2017 года в одном из своих постов в Инстаграме Ченс совершил каминг-аут как гей. После общения с поклонником из штата Арканзас, Ченс решил совершить каминг-аут публично в возрасте 19 лет, членам своей семьи певец открылся тремя годами ранее.
С лета 2020 года Ченс встречается с молодым человеком по имени Бенджамин Уотсон (Benjamin Watson) — пара живет в Оклахома-Сити.
Ченс поддерживает некоммерческие организации — основанную Леди Гагой «Born This Way», фонд Синди Лопер в поддержку ЛГБТ-сообщества «True Colors», а также небольшие локальные организации в Оклахома-Сити, где проживает в настоящее время. В апреле 2022 года Ченс принял участие в забеге в Солт-Лейк-Сити от имени некоммерческой организации «Encircle», которая поддерживает ЛГБТ-подростков и их семьи. Ченс также попросил у своих поклонников о сборе пожертвований в пользу этой организации.
Ченс — христианин. По его собственному признанию он родился и воспитывался в религиозной семье.
Ченс поддерживает демократическую партию США и голосовал за Хиллари Клинтон на президентских выборах.

## Дискография

### Студийные альбомы
| Название                 | Данные об альбоме | Позиции в чартах | Продажи                        |
| Название                 | Данные об альбоме | США              | Продажи                        |
| ------------------------ | --- | ---------------- | ------------------------------ |
| «Hold On 'til the Night» | - Дата выхода: 2 августа 2011 года - Лейбл: eleveneleven, Maverick, Geffen, Streamline - Форматы: CD, цифровая дистрибуция | 29               | - US: 16,000 (в первую неделю) |
| «Portraits»              | - Дата выхода: 15 марта 2019 года - Лейбл: Greyson Chance Music, AWAL - Форматы: CD, цифровая дистрибуция                  |                  |                                |

### Мини-альбомы
| Название                 | Данные об альбоме |
| ------------------------ | --- |
| «Truth Be Told, Part 1»  | - Дата выхода: 29 октября 2012 года (Азия) - Лейбл: eleveneleven, Maverick, Geffen, Atom Factory - Форматы: CD, цифровая дистрибуция |
| «Somewhere Over My Head» | - Дата выхода: 13 мая 2016 года - Лейбл: Milk&Honey LA - Форматы: CD, цифровая дистрибуция                                           |
| «Trophies»               | - Дата выхода: 25 июня 2021 года - Лейбл: Sony Music - Форматы: LP, цифровая дистрибуция                                             |

### Синглы
Синглы, выделенные полужирным шрифтом, являются внеальбомными.
- 2010 — «Waiting Outside the Lines»
- 2011 — «Unfriend You»
- 2011 — «Hold On 'til the Night»
- 2012 — «Take A Look At Me Now»
- 2012 — «Sunshine and City Lights»
- 2014 — «Thrilla In Manila»
- 2015 — «Meridians»
- 2015 — «Afterlife»
- 2016 — «Hit & Run»
- 2016 — «Back on the Wall»
- 2016 — «London»
- 2017 — «Seasons»
- 2017 — «Low»
- 2018 — «Lighthouse»
- 2018 — «Good as Gold»
- 2018 — «Twenty One»
- 2019 — «Shut Up»
- 2019 — «Timekeeper» (промо сингл)
- 2019 — «Yours»
- 2019 — «White Roses»
- 2019 — «Boots»
- 2020 — «Dancing Next to Me»
- 2020 — «Honeysuckle»
- 2020 — «Athlete»
- 2020 — «Bad To Myself»
- 2021 — «Holy Feeling»
- 2021 — «Holy Feeling Unplugged»
- 2021 — «Hellboy»
- 2021 — «Overloved»
- 2022 — «Palladium» (23 июня 2022 года)
- 2022 — «Athena» (28 июля 2022 года)
- 2022 — «Homerun Hitter» (25 августа 2022 года)
- 2022 — «I'll Be Home for Christmas» (18 ноября 2022 года)
- 2023 — «Herringbone» (17 марта 2023 года)
- 2024 — «Rearview Mirror» (17 мая 2024 года)
- 2024 — «Haymaker» (28 июня 2024 года)
- 2024 — «Meet Me Outside» (30 августа 2024 года)

### Песни, записанные для кино и телевидения
- «Hungry Eyes» — кавер песни Эрика Кармена, вошедший в саундтрек к телефильму «Грязные танцы» (2017)[74]
- «Athlete» — собственная песня, написанная специально для телесериала сервиса Hulu «С любовью, Виктор» (2020)[75].

### Синглы, записанные в качестве приглашённого артиста
| Сингл                                               | Год  |
| --------------------------------------------------- | ---- |
| «Oceans» (TyDi и Джек Новак и Грейсон Ченс)         | 2016 |
| «Anything» (Фрэнк Пол и Грейсон Ченс)               | 2016 |
| «Earn It» (Фабиан Мазур и Грейсон Ченс)             | 2017 |
| «Walk Away» (Sick Individuals и Грейсон Ченс)       | 2017 |
| «8Track» (Good Scott и Грейсон Ченс) Spotify Single | 2021 |

### Видеография
| Год  | Песня                       | Режиссёр                      |
| ---- | --------------------------- | ----------------------------- |
| 2010 | «Waiting Outside the Lines» | Sanaa Hamri                   |
| 2011 | «Unfriend You»              | Marc Klasfeld                 |
| 2011 | «Hold On 'til the Night»    | Dano Cerny, Marielle Tepper   |
| 2012 | «Sunshine & City Lights»    | Clarence Fuller               |
| 2016 | «Back on the Wall»          | Rage                          |
| 2018 | «Good as Gold»              | Bobby Hanaford                |
| 2019 | «Shut Up»                   | Bobby Hanaford                |
| 2019 | «Yours»                     | Bobby Hanaford                |
| 2019 | «White Roses»               | Bobby Hanaford и Грейсон Ченс |
| 2019 | «Boots»                     | Bobby Hanaford                |
| 2020 | «Dancing Next To Me»        | Edgar Daniel                  |
| 2020 | «Honeysuckle»               | Rahul Chakraborty             |
| 2020 | «Bad to Myself»             | Rahul Chakraborty             |
| 2021 | «Holy Feeling»              | Bobby Hanaford                |
| 2021 | «Holy Feeling» Unplugged    | Rahul Chakraborty             |
| 2021 | «Hellboy»                   | The Lee Family                |
| 2021 | «Nobody»                    | Грейсон Ченс                  |
| 2022 | «My Dying Spirit»           | Damien Blue                   |

## Фильмография
| Год  | Фильм                | Персонаж                | Примечания                |
| ---- | -------------------- | ----------------------- | ------------------------- |
| 2022 | Maybelline Prince    | Danné Montague-King     |                           |
| 2013 | Американский папаша! | Minstrel Krampus        | озвучание                 |
| 2011 | Воспитывая Хоуп      | Джимми Ченс в молодости | 3 эпизода в 2011—2012 гг. |

## Отзывы критиков
Китайский портал «Shine» публикует статью перед приездом Ченса в эту страну в рамках «The Portraits World Tour» в 2019 году и называет его синглы «Afterlife», «Low» и «Meridians» «каноничными».

## Награды и номинации
| Год  | Категория                                         | Награда                        | Результат |
| ---- | ------------------------------------------------- | ------------------------------ | --------- |
| 2010 | Choice Web Star                                   | Teen Choice Awards             | Номинация |
| 2010 | Icon of Tomorrow                                  | J-14 Teen Icon Awards          | Номинация |
| 2010 | Teen Pick: YouTube Artist                         | Hollywood Teen TV Awards       | Победа    |
| 2011 | Favorite Viral Video Star                         | People's Choice Awards         | Номинация |
| 2011 | Rockin’ New Artist of the Year                    | Youth Rock Awards              | Победа    |
| 2012 | Most Popular New International Artist of the Year | MTV-CCTV Mandarin Music Awards | Победа    |
| 2013 | Singer                                            | Shorty Awards                  | Победа    |
| 2013 | Most Dedicated Fan Army                           | Heat Tweets Award              | Победа    |
| 2013 | Greatest YouTube Star                             | Popdust Award                  | Номинация |